# Пельше, Арвид Янович
А́рвид Я́нович Пе́льше (латыш. Arvīds Pelše; 26 января [7 февраля] 1899, Бауский уезд, Курляндская губерния — 29 мая 1983, Москва) — советский латвийский партийный и государственный деятель, учёный-историк, дважды Герой Социалистического Труда (1969, 1979).
Член партии с 1915 года; участник Октябрьской революции. В 1919 — сотрудник наркомата в Советской Латвии. С 1941 года — секретарь, с 1959 по 1966 год — Первый секретарь ЦК КП Латвии. Член Политбюро ЦК КПСС, председатель Комитета партийного контроля при ЦК КПСС (1966—1983).
Член-корреспондент АН Латвийской ССР (1946).

## Биография
Родился 26 января [7 февраля] 1899 года в 2 часа дня на хуторе Мазие Иецавской волости Бауского уезда Курляндской губернии в крестьянской семье «дворохозяина» Яниса Пельше (1863—1905) и его жены Лизеты Пельше (1874—?). Крещён был в сельской церкви 14 марта того же года.
В 1915 году вступил в Социал-демократическую партию Латышского края (СДЛК), позже перешёл в партию большевиков.
В годы Первой мировой войны рабочий в Витебске, Харькове, Петрограде, Архангельске; по заданиям местных комитетов РСДРП вёл революционную агитацию и пропаганду. Участник Февральской революции 1917 г., член Петроградского совета. Делегат VI съезда РСДРП(б) от Архангельской партийной организации. Активно участвовал в подготовке и проведении Октябрьской революции.
В 1918 г. — сотрудник ВЧК в Москве. Был среди раненых при взрыве в Леонтьевском переулке.
В 1919 г. — ответственный работник Наркомата государственных сооружений Советской Латвии; принимал участие в боях под Ригой против армии Временного правительства Латвийской Республики.
В 1919—1929 гг. — на партийно-политической и преподавательской работе в Красной Армии и Военно-Морском флоте.
В 1931 г. окончил московский Институт красной профессуры, в 1931—1933 гг. — аспирант Института красной профессуры; одновременно с учёбой в институте был преподавателем истории партии в Центральной школе НКВД (1929—32).
В 1933—1937 гг. — начальник политотделов Магаджановского, затем Черноиртышского совхозов в Казахской ССР, заместитель начальника сектора Политуправления Наркомата совхозов СССР.
В 1937—1940 гг. — на преподавательской работе в Москве.
В 1941—1959 гг. — секретарь ЦК КП Латвии по пропаганде и агитации.
В 1959—1966 гг. — Первый секретарь ЦК КП Латвии. Проводил политику форсированной индустриализации Латвии, благодаря чему количество городского населения страны наконец превысило количество сельского, достигнув показателей развитых стран Европы. Пельше был заядлым театралом и всемерно поддерживал своего министра культуры В. И. Каупужа, при котором в Риге появились новые комплексы Рижской киностудии, Театра «Дайлес», были поставлены множество латышских опер и выдающиеся произведения Рихарда Штрауса «Саломея» и «Лоэнгрин» Вагнера, которых в Москве не жаловали за симпатии деятелей Третьего рейха. Был крайне непопулярен среди большинства латышей, видевших в Пельше проводника русификации и советизации.
С апреля 1966 г. — председатель Комитета партийного контроля при ЦК КПСС. Сменивший впоследствии его на этом посту М. С. Соломенцев вспоминал, что, приняв дела, «был очень удивлён: вместо рассмотрения серьёзных государственных проблем контроля за соблюдением партийной дисциплины КПК занимался „мелочёвкой“: усмирял пьяниц, сводил и разводил неуживающихся супругов. И ещё, я был поражён, узнав, что выполнение решений и правительства и Политбюро зачастую не контролировалось…».
Делегат XX, XXII—XXVI съездов КПСС; с 1961 г. член ЦК КПСС, с апреля 1966 г. — член Политбюро ЦК КПСС.
Депутат Верховного Совета СССР 2—9-го созывов.
Член-корреспондент АН Латвийской ССР (1946).
Автор работ по вопросам истории КПСС и партстроительства, по истории революционного движения в Латвии, о борьбе с буржуазными националистами, о социалистическом и коммунистическом строительстве в республике.
Умер 29 мая 1983 года. Урна с прахом в Кремлёвской стене на Красной площади в Москве. Похороны демонстрировались по Центральному телевидению. Официального траура не было.

## Личная жизнь
Первая жена Джемма Бем (1897—1938) была арестована 15 декабря 1937 года. Комиссией НКВД и Прокуратуры СССР 17 января 1938 г. приговорена по ст. ст. 58-6-10 УК РСФСР к высшей мере наказания. Расстреляна в Ленинграде 22 января 1938 года.
Дети от первого брака: дочь Бирута (умерла) и сын Арвид (1925—?) (погиб на фронте, на базе «Подвиг Народа» гвардии младший сержант. На начало 1945 был жив. Сын от второго брака Тай (1930—?) — пенсионер, контактов с отцом после его третьей женитьбы (третья жена Пельше — Лидия была бывшей женой секретаря Сталина Александра Поскрёбышева), ( но у последнего ни одну супругу из трех не звали Лидией) не поддерживал.

## Память

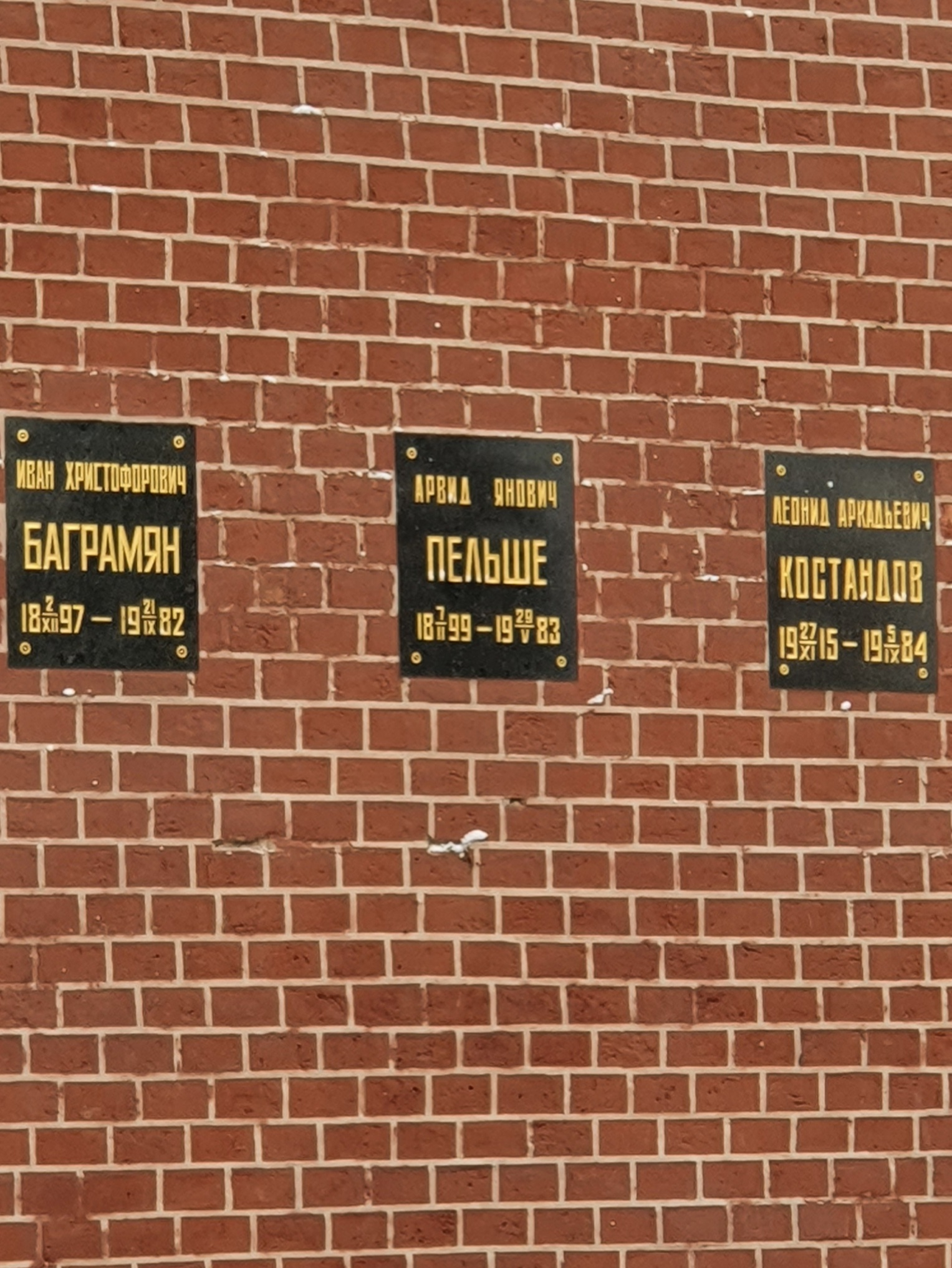
Захоронение Пельше в Кремлёвской стене

Одним из первых проявлений перестройки в Латвии стало снятие толпой со здания Рижского политехнического института, носившего с 1983 года имя Пельше, посвященной ему мемориальной доски, которая затем была сброшена с Каменного моста в Даугаву.
Имя Пельше носит улица в Волгограде, а ранее носили улицы в Москве (в настоящее время вновь воссоединена с Мичуринским проспектом) и Ленинграде (во время перестройки, в 1990 году возвращено название Сиреневый бульвар). В Москве на улице Спиридоновка, 15, на доме, где он жил, ему установлена мемориальная доска.
Имя Арвида Пельше носило рефрижераторное судно Латвийского морского пароходства.

## Награды и звания
- Дважды Герой Социалистического Труда (06.02.1969, 06.02.1979);
- Награждён семью орденами Ленина (31.05.1946, 20.07.1950, 15.02.1958, 01.10.1965, 06.02.1969, 02.12.1971[8][9], 06.02.1979), орденом Октябрьской Революции (06.02.1974) и медалями;
- Орден Клемента Готвальда (31.1.1979)[10].